# Dodro
Dodro är en kommun i Spanien. Den ligger i provinsen A Coruña i den autonoma regionen Galicien i nordvästra delen av landet, 500 km nordväst om huvudstaden Madrid. Antalet invånare är 2 620 (2024). Arean är 36,12 kvadratkilometer.